# Dalan-dong
Daran-dong (달안동, 達安洞) là phường của quận Dongan trong thành phố Anyang, tỉnh Gyeonggi, Hàn Quốc.

## Liên kết
- Daran-dong (tiếng Hàn)